# 헝가리 왕국
헝가리 왕국(헝가리어: Magyar Királyság 머저르 키라이샤그[*])은 1000년부터 1946년까지 지금의 헝가리와 주변 국가에 있었던 군주제 국가이다. 1526년부터 1918년까지는 합스부르크 왕가에서 헝가리 국왕을 겸임하였으며, 1919년 잠시 공화정이 수립되었으나 트리아농 조약의 결과 공화정이 인정되지 않아서 1920년부터 1946년까지 호르티 미클로시가 섭정을 맡았다.

## 수도
- 에스테르곰 (Esztergom) - 1000년부터 1242년까지
- 페헤르바르 (Fehérvár) - 1000년부터 1543년까지
- 부더 (Buda) - 13세기부터 1536년까지
- 포조니 (Pozsony) - 1536년부터 1783년까지
- 페슈트부더 (Pest-Buda) - 1849년부터 1873년까지
- 부다페스트 (Budapest, 부더페슈트) - 1873년부터 현재까지

1541년부터 1848년까지 슬로바키아의 수도인 브라티슬라바가 수도가 된 것은 발칸반도에 침입해 온 오스만 제국의 압력을 피하기 위해서였다.

## 역사
- 1000년 - 헝가리 왕국의 성립.
- 1102년 - 크로아티아와의 동군연합(크로아티아-헝가리 동군연합) 관계 수립.
- 16세기 초 - 오스만 제국에게 정복당해 반독립 왕국이 됨, 그러나 오스트리아 제국이 오스만 제국과 싸워 카를로비츠 조약을 맺음으로써 헝가리를 빼앗음.
- 1526년 - 헝가리 왕위가 합스부르크 가에 양도됨.
- 1867년 - 오스트리아-헝가리 제국이 수립됨.
- 1918년 - 오스트리아-헝가리 제국이 해체됨.
- 1920년에서 1946년까지 섭정왕 호르티 미클로시가 헝가리를 통치.
- 1920년 - 트리아농 조약에 의하여 패전국으로서 막대한 영토를 잃음.
- 제2차 세계 대전에는 추축국으로 참전하여 역시 패전국이 됨.
- 헝가리 인민 공화국이 헝가리 왕국이 무너진 뒤 1946년에 세워짐.

### 역대 국왕
1526년 이후로는 합스부르크 가의 신성로마제국 황제가, 1804년부터는 오스트리아 제국의 황제가 헝가리의 왕위를 계승했다. 다만 예외가 두 명 있다. 한 명은 헝가리의 페르디난드 4세로, 아버지인 페르디난트 3세가 생전에 헝가리의 왕위를 양보받아 차기 황제로서 로마의 왕으로도 되었지만, 제위를 계승하기 전에 사망했다. 이와 같이, 헝가리의 왕위는 제위 계승에 앞서 양위되는 것이 많았다. 다른 한 명은 마리아 테레지아로, 그녀는 신성로마제국 황제는 아니었지만, 헝가리 여왕 외에도 보헤미아 여왕이나 오스트리아 여대공이기도 하였다.
반대로 말하면, 그녀의 남편인 프란츠 1세는 신성로마제국의 황제였지만, 오스트리아 대공이나 헝가리 국왕에는 즉위하지 않았다. 이는, 마리아 테레지아가 합스부르크 가의 유일한 후계자이면서, 남자가 아닌 여자였기 때문에 살리카 법전에 의해 신성로마제국의 황제가 될 수 없었기 때문이었다(오스트리아 왕위계승전쟁을 참조).

### 국가 원수
헝가리는 1918년에 공화국을 선언했으나 1920년 연합국과의 트리아농 조약에서 공화정이 부인되어 이후 헝가리 왕국은 1946년까지 존속했다. 합스부르크 왕가의 마지막 군주 카를 1세는 망명 후에도 오스트리아 황제와 헝가리 왕의 지위를 유지하고 있었다. 오스트리아 황제로의 복위(復位)가 불가능해지자 그는 헝가리 왕 카로이 4세로서 1921년에 두 차례에 걸쳐 헝가리에 입국해 복위를 시도했다. 하지만 연합국의 반발과 섭정(攝政)인 호르티 미클로시의 비협조로 좌절됐으며, 헝가리 의회는 정식으로 합스부르크 왕가의 폐위를 결정했다.
오스트리아-헝가리 해군 제독 출신인 호르티 미클로시는 적당한 인물을 왕위에 올리려 했지만 결국 왕위는 공석으로 남았고, 그가 실질적인 국가원수로서 1946년까지 헝가리를 통치했다.

## 같이 보기
- 오스트리아 제국
- 오스트리아-헝가리 제국